# Maláj erdeiszarka
A maláj erdeiszarka (Dendrocitta occipitalis) a madarak (Aves) osztályának verébalakúak (Passeriformes) rendjébe, ezen belül a varjúfélék (Corvidae) családjába tartozó faj.

## Rendszerezése
A fajt Salomon Müller német zoológus és ornitológus írta le 1835-ben, a Glaucopis nembe Glaucopis occipitalis néven.

## Előfordulása
Délkelet-Ázsiában, az Indonéziához tartozó Szumátra szigetén honos. Természetes élőhelyei a szubtrópusi vagy trópusi síkvidéki és hegyi esőerdők, cserjések, valamint ültetvények és másodlagos erdők. Állandó, nem vonuló faj.

## Megjelenése
Testhossza 40 centiméter, testtömege 90-100 gramm.

## Természetvédelmi helyzete
Az elterjedési területe rendkívül nagy, egyedszáma pedig stabil. A Természetvédelmi Világszövetség Vörös listáján nem fenyegetett fajként szerepel.